# Diogo Gama
Pas d'image ? Cliquez ici

a Compétitions nationales et continentales officielles uniquement.

b Matchs officiels uniquement.
Dernière mise à jour le 17 février 2024.
Diogo Gama, né le 15 juin 1981 à Lisbonne, est un joueur de rugby à XV portugais. Il joue avec l'équipe du Portugal entre 2006 et 2009, évoluant au poste d'ailier ou de centre.

## Biographie
Diogo Gama fait partie du groupe portugais retenu pour disputer la Coupe du monde 2007 en France. Il dispute un match lors de la compétition, contre l'Italie.
Il exerce le métier de préparateur physique.

## Statistiques internationales
- 10 sélections avec le Portugal
- 1 essai
- 5 points
- 1er test match le 25 février 2006 contre la Russie
- Sélections par année : en 2006, en 2007.

Coupe du monde : 
- 2007 : 1 match